# Ban vàng
Ban vàng là một sự tích tụ chất có màu vàng của cholesterol ở dưới da, thường ở trên hoặc quanh mí mắt. Mặc dù chúng không gây hại cho da và cũng không gây đau, những sự phát triển nhỏ này có thể gây mất mĩ quan và có thể loại bỏ được. Không có bằng chứng đáng tin cậy nào đề cập đến sự tích tụ ban vàng liên quan đến lipoprotein trọng lượng thấp trong máu và nguy cơ gia tăng của xơ vữa động mạch.
Ban vàng có thể được gọi là u vàng khi nó lớn hơn và u hơn, theo tỉ lệ khối u. Ban vàng thường được phân loại đơn giản như một phân nhóm của u vàng.

## Điều trị
Ban vàng có thể được loại bỏ nhờ axit trichloroacetic, phẫu thuật, laser hoặc liệu pháp lạnh. Việc loại bỏ có thể tạo sẹo và thay đổi sắc tố, nhưng đó chỉ là tác dụng phụ ít gặp trong điều trị.

## Từ nguyên
Từ có nguồn gốc từ tiếng Hy Lạp xanthos, ξανθός, "vàng" và έλασμα, elasma, "dấu". Dạng số nhiều là xanthelasmata (ban vàng).